# Впускна система

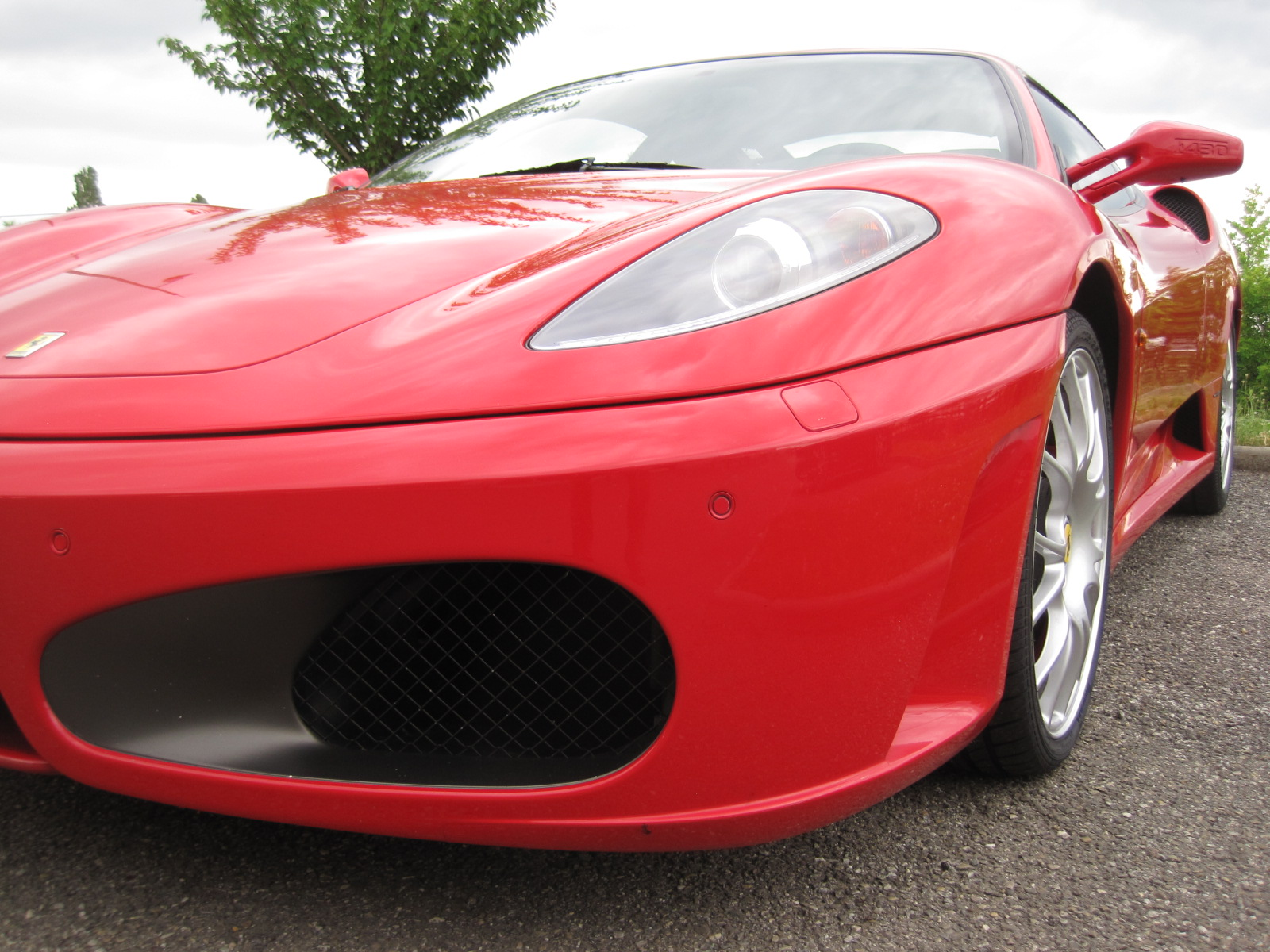
Вхідна частина повітрозабірника у Ferrari F430

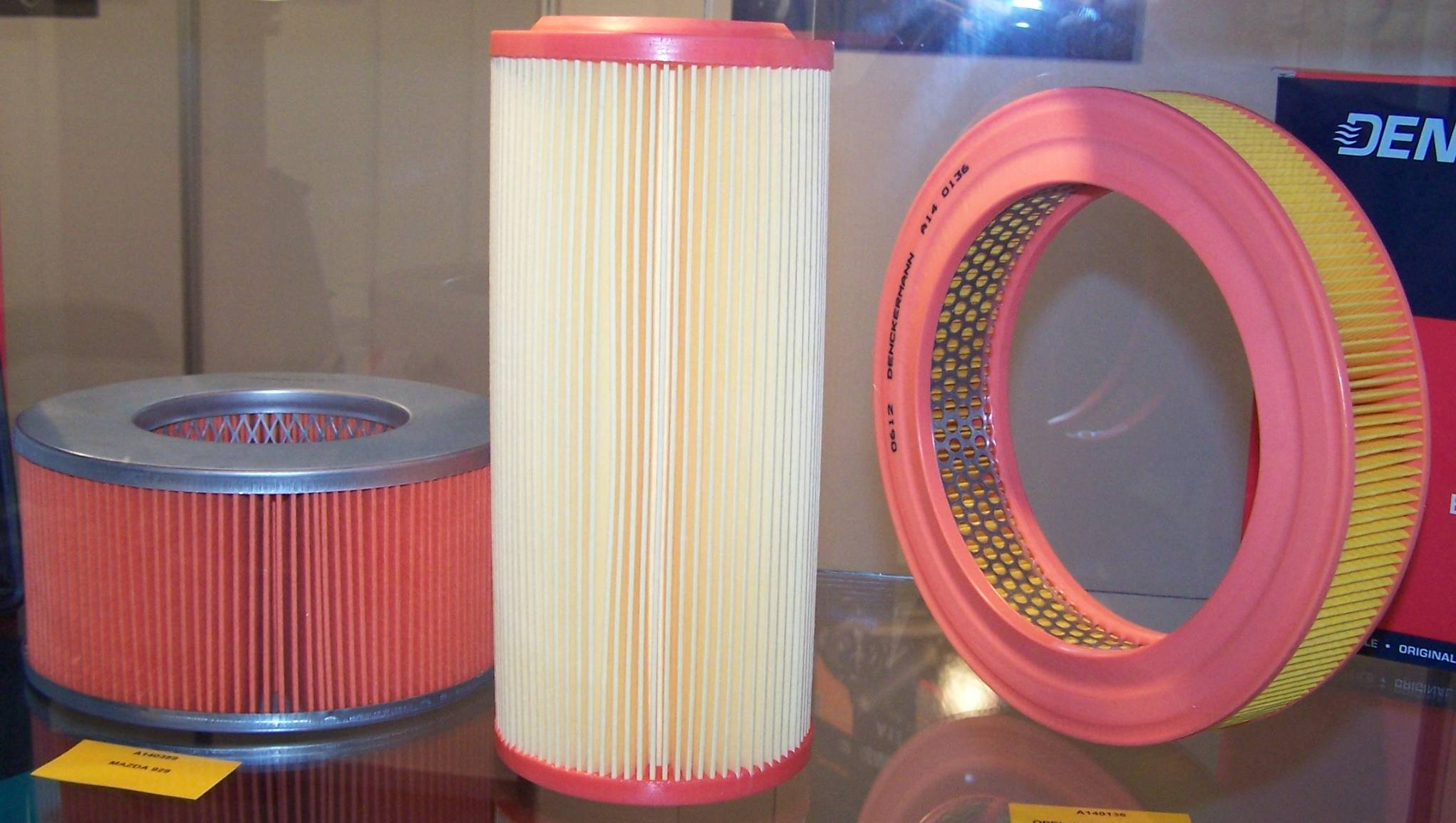
Повітряні фільтри різних конфігурацій

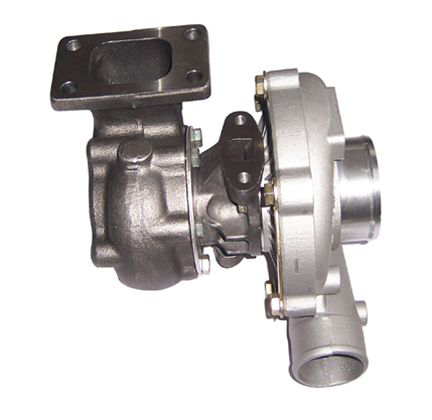
Турбокомпресор системи наддування

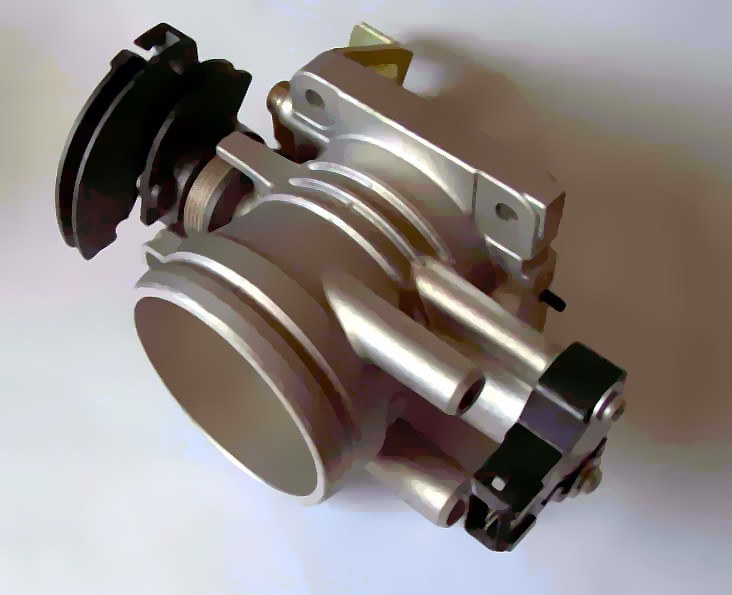
Дросельна заслінка з датчиком положення

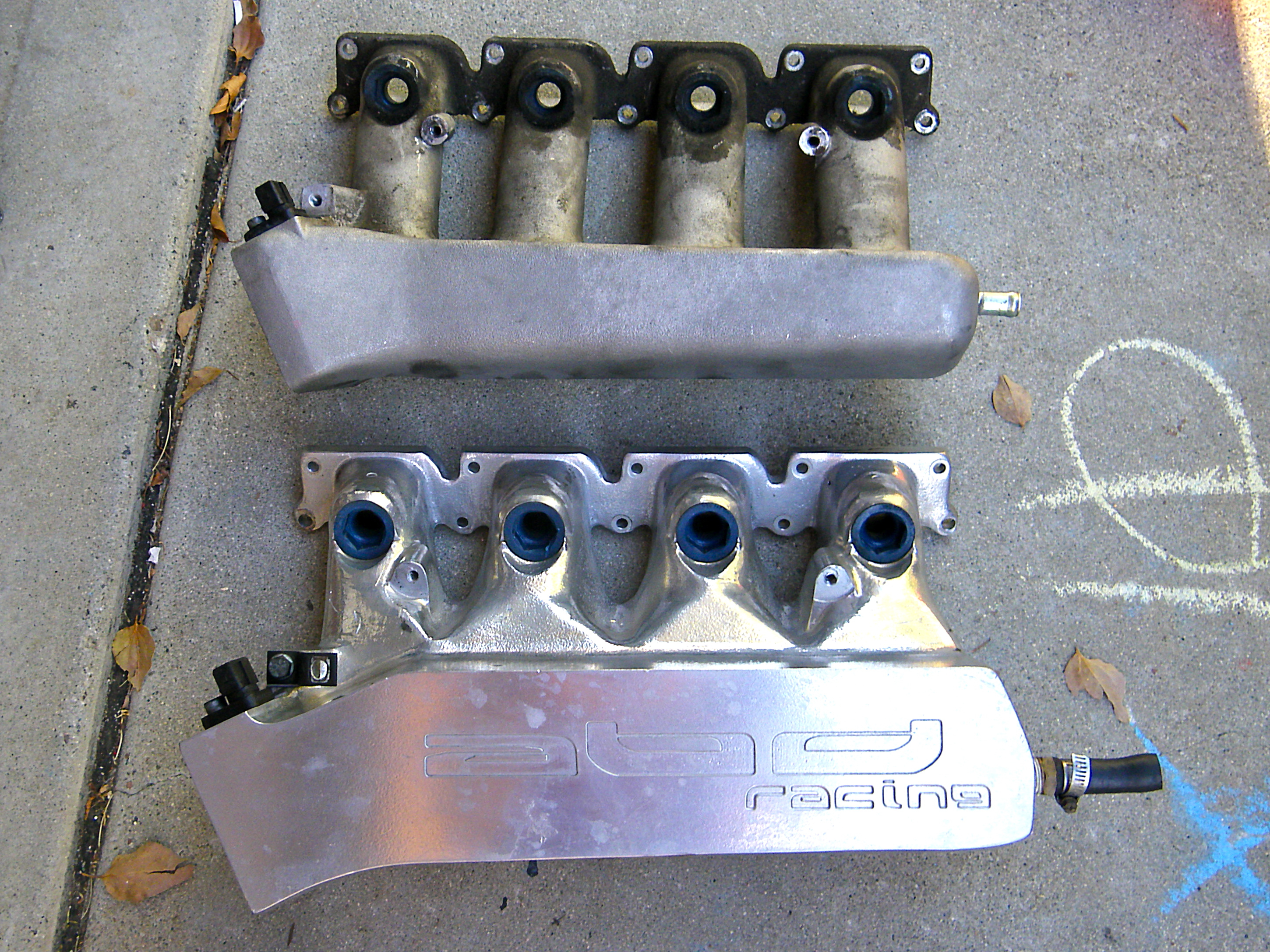
Конструкції впускних колекторів для двигуна Volkswagen 1.8T

Впускна́ систе́ма (систе́ма впуска́ння) двигуна внутрішнього згоряння — сукупність пристроїв, що призначена для підготовлення та підведення свіжого заряду повітря або паливо-повітряної суміші до циліндрів. У двигунів із зовнішнім сумішоутворенням система впуску бере на себе функції сумішоутворення. Поняття «впускна система» з'явилось з розвитком конструкції двигунів внутрішнього згоряння, особливо з появою системи безпосереднього впорскування пального. Обладнання для живлення двигуна повітрям перестало бути просто повітропроводом, а перетворилося на окрему систему.
Система впуску містить повітрозабірник, пристрій очищення повітря (повітряний фільтр), датчик витрати повітря, дросельну заслінку, впускний колектор тощо. У двигунах із наддуванням до системи впуску належать також компресори, проміжні охолодники повітря, а також газові турбіни турбокомпресорів.
У своїй роботі система впуску взаємодіє з багатьма системами двигуна та автомобіля в цілому, в тому числі з системою впорскування, системою рециркуляції відпрацьованих газів, системою уловлювання парів бензину, вакуумним підсилювачем гальм тощо. Взаємодію перерахованих і ще низки інших систем забезпечують відповідні електронні блоки керування (англ. electronic control unit, ECU) і у першу чергу, блок керування двигуном (англ. engine control module, ECM).

## Конструктивні особливості
Загальні вимоги до системи впуску: малий опір проходженню паливо-повітряної суміші, що є необхідним для зменшення насосних втрат і покращення наповнення циліндрів; мінімальні габаритні розміри та маса деталей що її складають.
Для рівномірного розподілення паливо-повітряної суміші по циліндрах впускні трубопроводи виготовляють симетричними. У карбюраторних двигунах для покращення сумішоутворення суміш підігрівається перед впуском відпрацьованими газами, для чого впускний та випускний колектори об'єднуються в один вузол. Відповідно і отвори для впуску та випуску у головці блока циліндрів виконуються з одного боку.
У дизельних та газових двигунах, у яких підігрівання свіжого заряду при впуску погіршує наповнення, впускний та випускний колектори (трубопроводи) завжди розділені.

## Складові елементи системи впуску

### Повітрозабірник
Повітрозабірник забезпечує забирання повітря з атмосфери і подавання його у систему впуску та виконується у вигляді патрубка певної форми.

### Повітряний фільтр
Повітряні фільтри призначення для очищення від пилу повітря, яке подається у двигун. Пил, який потрапляє у двигун суттєво прискорює зношування поверхонь тертя. Повітряні фільтри повинні забезпечити якісне очищення повітря від пилу, мати малий гідравлічний опір, бути надійними і зручними в експлуатації та обслуговуванні, мати компактні розміри.
За способами очищення повітря фільтри поділяються на інерційні, фільтрувальні та комбіновані. Крім того, перші два типи можуть виконуватись із сухими або мокрими (змоченими оливою) фільтрувальними елементами. Опір повітряних фільтрів залежить від їх конструкції і новий фільтр при повному навантаженні чинить опір величиною 600…5500 Па.

### Витратомір повітря
Витратомір повітря подає інформацію про кількість (витрату) повітря, що засмоктується, яка необхідна для підтримання стехіометричного співвідношення компонентів паливо-повітряної суміші. Мірою витрати може бути як об'єм, так і маса засмоктаного повітря. В залежності від цього розрізняють два способи визначення витрати повітря: механічний та тепловий.
Механічний спосіб базується на вимірюванні об'ємної витрати повітря пропорційної переміщенню заслінки. Тепловий спосіб (термоанемометричний витратомір) передбачає вимірювання маси повітря відповідно до зміни температури чутливого елемента.
Витратомір повітря встановлюється у впускний системі між повітряним фільтром і дросельною заслінкою двигуна. Провідним виробником витратомірів повітря є фірма Bosch.

### Система наддування
Наддування у двигунах внутрішнього згоряння — підвищення тиску повітря при впуску у двигун внутрішнього згоряння з метою збільшення кількості пального, що подається і, відповідно, потужності, що знімається з одиниці робочого об'єму двигуна.
Наддування зазвичай застосовують з метою підвищення потужності (на 20…45%) без збільшення маси і габаритів двигуна, а також для компенсації падіння потужності в умовах високогір'я. Наддування з можливістю регулювання за складом паливо-повітряної суміші може застосовуватися для забезпечення повноти згоряння палива, а отже, і для зниження токсичності та димності відпрацьованих газів.

### Дросельна та впускні заслінки
Дросельна заслінка є конструктивним елементом впускної системи бензинових двигунів внутрішнього згоряння з уприскуванням палива і призначена для регулювання кількості повітря, що надходить у двигун для утворення паливо-повітряної суміші. Дросельна заслінка встановлюється між повітряним фільтром і впускним колектором.
Дросельна заслінка може мати механічний привід або електричний привід з електронним управлінням.
На двигунах з безпосереднім упорскуванням пального на додаток до дросельної заслінки встановлюються впускні заслінки. Вони забезпечують процес сумішоутворення за рахунок поділу повітря на два впускних канали. Один канал перекриває заслінка, через інший — повітря проходить вільно. Впускні заслінки встановлені на загальному валу, який повертається за допомогою вакуумного або електричного приводу.

### Впускний колектор
Впускний колектор — елемент системи впуску поршневого двигуна внутрішнього згоряння, який забезпечує рівномірне розподілення потоку паливо-повітряної суміші чи повітря (у двигунах з безпосереднім впорскування) до циліндрів. У бензинових двигунів у впускному колекторі потік повітря змішується з пальним, утворюючи паливо-повітряну суміш.
Розрідження, що виникає у впускному колекторі використовується (залежно від марки автомобіля та року його виготовлення) у роботі вакуумного підсилювача гальм, системи рециркуляції вихлопних газів також для урухомлення впускних заслінок, круїз-контролю, пристрою корекції кута випередження запалювання, склоочисників, системи вентиляції картера тощо. Впускний колектор також служить місцем кріплення карбюратора або інжекторної паливної апаратури, дросельної заслінки та інших компонентів двигуна.